# 東海アニメーションサークル
東海アニメーションサークル（とうかいアニメーションサークル、略称：TAC）は、1967年発足の日本のアニメーション研究サークル。創始者は南正時、活動拠点は名古屋。

## 概要
東海アニメーションサークル(TAC)は、南正時が1968年にAプロダクションに入社する前年、8ミリ映画の自主制作アニメーションを作成して『中日新聞』で大きく掲載された事を機会に、1967年8月に名古屋で結成された。会誌は『TAC会報』、『アニペケ』など。主な活動内容は、国内外のアニメーションの研究、上映会、自主制作など。2代目代表は下川広志。
自主制作作品は『怪人二十面相』『太陽と小さな親切』『グロテスク』など。
1970年に森卓也や下川らの発案で全国のアニメーションサークルの会合を名古屋で開催し、以降の全国アニメーション総会の第1回となった。
1981年11月、TAC主催の複数の講演録集である同人誌『アニペケ 別冊 対談特集』を発行。川本喜八郎、森康二、月岡貞夫、持永只仁、宮崎駿らの講演・対談が収録された。
2017年8月16日にTAC創立50周年が名古屋で開催された。